# モレラの定理
数学の一分野である複素解析におけるモレラの定理（モレラのていり、英: Morera's theorem）とは、ジャチント・モレラの名にちなむ定理で、函数が正則であるか判別するための重要な指標を与えるものである。

## 数学的な記述
モレラの定理では、複素平面内のある連結開集合 D 上で定義される連続な複素数値函数 f で、D 内のすべての区分的 C1 閉曲線 γ に対して
{\displaystyle \oint _{\gamma }f(z)\,dz=0}
を満たすものは、必ず D 上で正則であると述べられている。
モレラの定理の仮定は、f が D 上に原始関数を持つことと同値である。
この定理の逆は一般には成り立たない。正則函数は、付加的な仮定が課されない限り、その定義域上に不定積分を持つとは必ずしも言えない。例えば定義域が単連結であれば、そのような逆は成立する。これは、閉曲線に沿った正則函数の線積分はゼロであることを述べたコーシーの積分定理による。
一方、区分的 C1 級閉曲線の代わりに内部および周が D に含まれる三角形の境界に限っても定理は成り立ち、さらに逆も成り立つ（後述）。こちらもモレラの定理と呼ばれる。

## 証明
この定理には比較的簡単な証明が存在する。
一般性を失うことなく、D は連結空間であるとしてよい。D 内のある点 z0 を固定し、任意の z ∈ D に対して γ: [0, 1] → D を γ(0) = z0 および γ(1) = z を満たすような区分的 C1 曲線とする。このとき、函数 F を次のように定める。
{\displaystyle F(z)=\int _{\gamma }f(\zeta )\,d\zeta .}
この函数が well-defined であることを確かめるために、τ(0) = z0 および τ(1) = z を満たす別の区分的 C1 曲線 τ: [0, 1] → D を定める。このとき曲線 γτ−1（すなわち、γ と逆向きの τ を組み合わせた曲線）は D 内の区分的 C1 閉曲線である。すると
{\displaystyle \int _{\gamma }f(\zeta )\,d\zeta +\int _{\tau ^{-1}}f(\zeta )\,d\zeta =\oint _{\gamma \tau ^{-1}}f(\zeta )\,d\zeta =0}
が成立し、したがって
{\displaystyle \int _{\gamma }f(\zeta )\,d\zeta =\int _{\tau }f(\zeta )\,d\zeta }
が成立する。
すると f の連続性を用いて平均変化率を評価すると、F′(z) = f(z) を得る。ここで、微分積分学の基本定理や平均値の定理は、実数値に関するものであるため利用できないことに注意されたい。
すると f は正則函数 F の導函数であるため、それ自身が正則である。正則関数の導関数が正則であるという事実は、正則関数は解析的である、すなわち収束冪級数によって書けるという事実と、冪級数は項別微分できるという事実を用いて、証明できる。これで証明は完成される。

## 応用
モレラの定理は複素解析における標準的な道具であり、正則函数の非代数的な構成を含むほとんどすべての議論において利用することが出来る。

### 一様極限
例えば、ある開円板上の連続函数 f に一様収束する正則函数の列 f1, f2, ... を考える。コーシーの積分定理より、すべての n と円板内の任意の閉曲線 C に対して
{\displaystyle \oint _{C}f_{n}(z)\,dz=0}
が成立する。このとき一様収束であることは、任意の閉曲線 C に対して
{\displaystyle \oint _{C}f(z)\,dz=\oint _{C}\lim _{n\to \infty }f_{n}(z)\,dz=\lim _{n\to \infty }\oint _{C}f_{n}(z)\,dz=0}
が成立することを意味し、したがってモレラの定理より f は正則となる。この事実から、任意の開集合 Ω ⊆ C に対し、すべての有界かつ解析的な函数 u: Ω → C の集合 A(Ω) は、上限ノルムに関してバナッハ空間となることが従う。

### 無限和と積分
モレラの定理は、フビニの定理やワイエルシュトラスのM判定法と組み合わせることで、和や積分によって定義される函数の解析性を示すために利用することが出来る。例えばリーマンゼータ函数
{\displaystyle \zeta (s)=\sum _{n=1}^{\infty }{\frac {1}{n^{s}}}}
やガンマ函数
{\displaystyle \Gamma (\alpha )=\int _{0}^{\infty }x^{\alpha -1}e^{-x}\,dx}
を考える。任意の適切な閉曲線 C に対し、
{\displaystyle \oint _{C}\Gamma (\alpha )\,d\alpha =0}
が示される。実際、
{\displaystyle \oint _{C}\Gamma (\alpha )\,d\alpha =\oint _{C}\int _{0}^{\infty }x^{\alpha -1}e^{-x}\,dx\,d\alpha }
と記述すると、積分の順序交換にフビニの定理を用いることが出来、
{\displaystyle \int _{0}^{\infty }\oint _{C}x^{\alpha -1}e^{-x}\,d\alpha \,dx=\int _{0}^{\infty }e^{-x}\oint _{C}x^{\alpha -1}\,d\alpha \,dx}
が得られる。すると x ↦ xα−1 の解析性から
{\displaystyle \oint _{C}x^{\alpha -1}\,d\alpha =0}
となり、したがって上述の二重積分は 0 であることが示される。ゼータ函数の場合、M判定法によって閉曲線に沿った積分と直和の順序交換を行うことが出来、同様の結果が得られる。

## 仮定を弱める場合
モレラの定理の仮定は相当に弱めることが出来る。特に、領域 D に含まれる任意の閉三角形領域 T に対して
{\displaystyle \oint _{\partial T}f(z)\,dz}
が 0 であれば十分である。これは実は、正則性を特徴付けるものである。すなわち、f が D 上で正則であるための必要十分条件が、この条件である。
これを用いると、例えば鏡像の原理を証明することができる。